# Sultan Mahmoud (boxe anglaise)
Pour les articles homonymes, voir Sultan Mahmoud.
Sultan Mahmoud est un boxeur pakistanais né le 15 mai 1935 à Faisalabad. Il a participé à l'épreuve masculine des poids moyens aux Jeux olympiques d'été de 1960 ainsi qu'aux Jeux olympiques d'été de 1964. 

## Biographie
Sultan Mahmoud est médaillé d'argent aux Jeux asiatiques de Tokyo en 1958 dans la catégorie des poids mi-lourds.
Il participe à l'épreuve masculine des poids moyens aux Jeux olympiques de Rome en 1960, s'inclinant au premier tour face au Polonais Tadeusz Walasek. 
Champion d'Asie à Bangkok en 1963, il participe ensuite à l'épreuve masculine des poids moyens aux Jeux olympiques de Tokyo en 1964, s'inclinant au deuxième tour face au Soviétique Valeriy Popenchenko.
En 1967, il devient champion d'Asie à Colombo en poids moyens.